# Colpoda

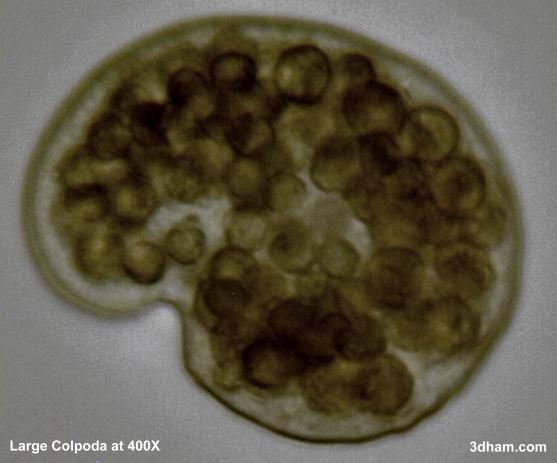
Typische (große) Colpoda

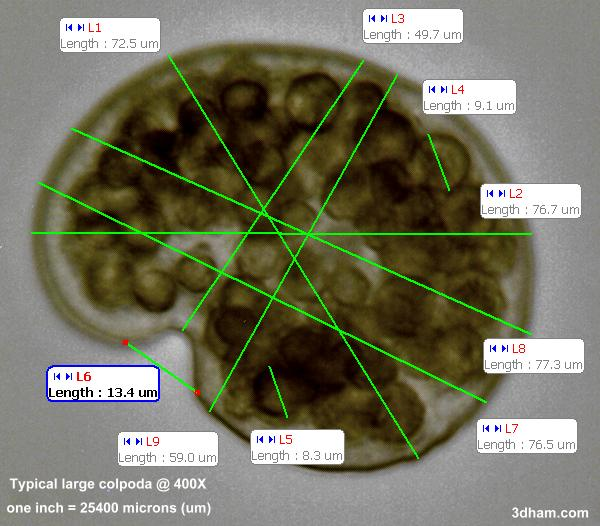
Vermessung dieser großen Colpoda in μm (Mikron)

Colpoda ist eine Gattung von Wimpertierchen aus der Klasse Colpodea, deren Ordnung Colpodida und in dieser Ordnung in der Familie Colpodidae. Die Erstbeschreibung der Gattung Colpoda stammt vom dänischen Naturalisten Otto Friedrich Müller aus dem Jahr 1773.

## Beschreibung
Die Arten (Spezies) der Gattung Colpoda sind Einzeller von deutlich nierenförmiger Gestalt, auf einer Seite stark konvex, auf der anderen konkav. Die konkave Seite sieht oft aus, als hätte man ein Stück der Zelle abgebissen. Obwohl nicht so bekannt wie die Pantoffeltierchen (Gattung Paramecium), sind sie oft die ersten Protozoen, die in Heuaufgüssen auftauchen, vor allem wenn die Probe nicht aus einem reifen Stillgewässer (stehendem Wasser) stammt.

## Etymologie
Der Gattungsname Colpoda (fem.) ist entlehnt aus dem Neulateinischen basierend auf altgriechisch κολπώδης kolpṓdēs „umhüllend, eingebettet, gewunden“, dieses entstanden aus κόλπος kólpos „Schoß, Gewandfalte, Gebärmutter“ und dem Suffix -ειδης -eidēs „wie, von der Art“.

## Habitat

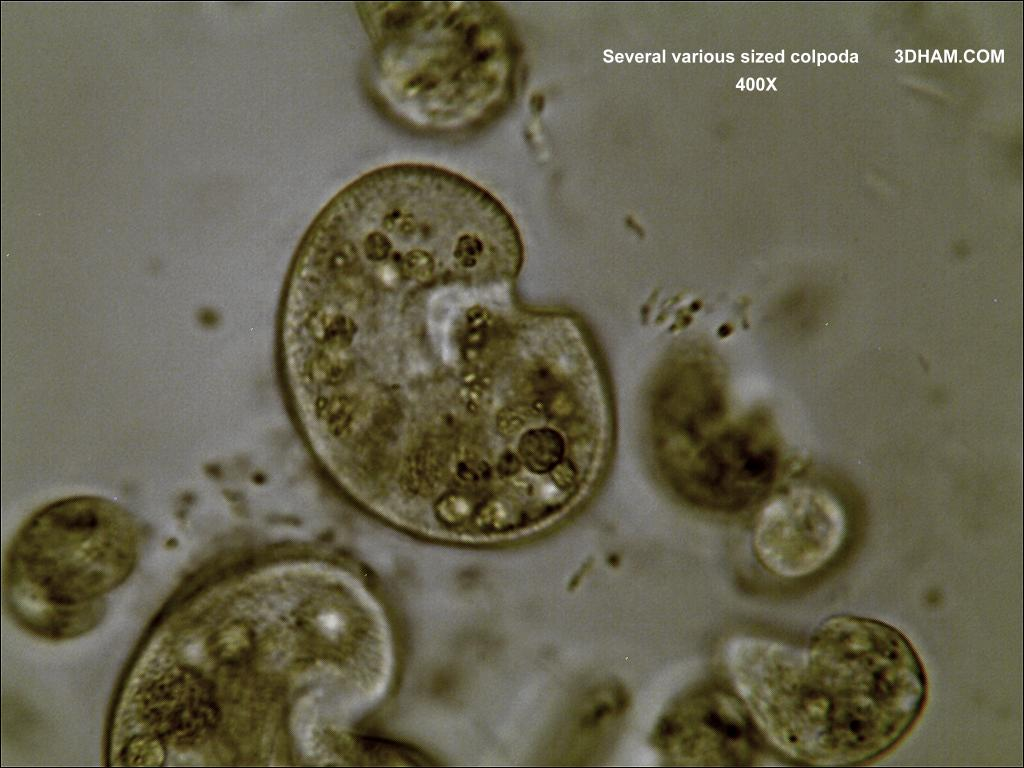
Detailliertere Abb. von Colpoda-Zellen verschiedener Größe

Die Einzeller der Gattung Colpoda sind häufig in feuchten Böden anzutreffen.
Aufgrund ihrer Fähigkeit, leicht ein schützendes Zysten-Stadium einzutreten, werden sie häufig in ausgetrockneten Boden- und Pflanzenproben sowie in zeitweiligen natürlichen Tümpeln (wie beispielsweise Baumhöhlen) gefunden.
Sie wurden auch im Darm verschiedener Tiere gefunden und können aus deren Exkrementen isoliert und kultiviert werden.
Colpoda cucullus wurde auf der Oberfläche von Pflanzen gefunden und scheint dort die Mikrofauna zu dominieren.
In der fleischfressenden „Kannenpflanze“ Sarracenia purpurea (Rote Schlauchpflanze) wurden mehrere Colpoda-Arten gefunden, obwohl die Flüssigkeit Protease-Verdauungsenzyme enthält.
Colpoda-Wimpertierchen treten auch dort in großer Zahl auf, wo erhöhte Bakterienkonzentrationen eine reichhaltige Nahrungsquelle bieten.
In kommerziellen Hühnerställen zum Beispiel scheinen sie allgegenwärtig zu sein. Die gefundenen Arten variieren stark von einem Standort zum anderen, was darauf hindeutet, dass diese Populationen lokale Boden- und Wasserpopulationen darstellen, die in den neuen Lebensraum (Habitat) eingewandert sind.
Colpoda bewohnt nicht nur eine Vielzahl von Mikroklimata, sondern ist auch fast überall auf der Welt zu finden, wo es stehendes Wasser oder feuchten Boden gibt, auch dann, wenn diese Bedingungen nur vorübergehend sind.
Colpoda brasiliensis wurde beispielsweise 2003 in brasilianischen Überschwemmungsgebieten entdeckt.
Colpoda irregularis wurde in der Hochwüstenregion im Südwesten von Idaho gefunden.
Colpoda aspera wurde in der Antarktis gefunden, Colpoda-Spezies kommen auch in  arktischen Regionen vor; wärmere Temperaturen und längere Sommer führen zu einer größeren Dichte und Artenvielfalt.
Colpoda ist nicht nur als Gattung weit verbreitet (Kosmopolit), sondern es gibt auch mehrere Arten, die für sich nahezu weltweit verbreitet sind.
Obwohl Colpoda normalerweise nicht in marinen Umgebungen vorkommen, gibt es viele Möglichkeiten, wie sie von einem Kontinent zum anderen gelangen können.
So können sich die Zysten beispielsweise im Gefieder von Zugvögeln festsetzen und Hunderte oder sogar Tausende von Kilometern weit verbreitet werden.
Da die Zysten so klein und leicht sind, können sie sogar von Luftströmungen in die obere Atmosphäre getragen werden und dann auf einem anderen Kontinent landen.

## Reproduktion und Konjugation

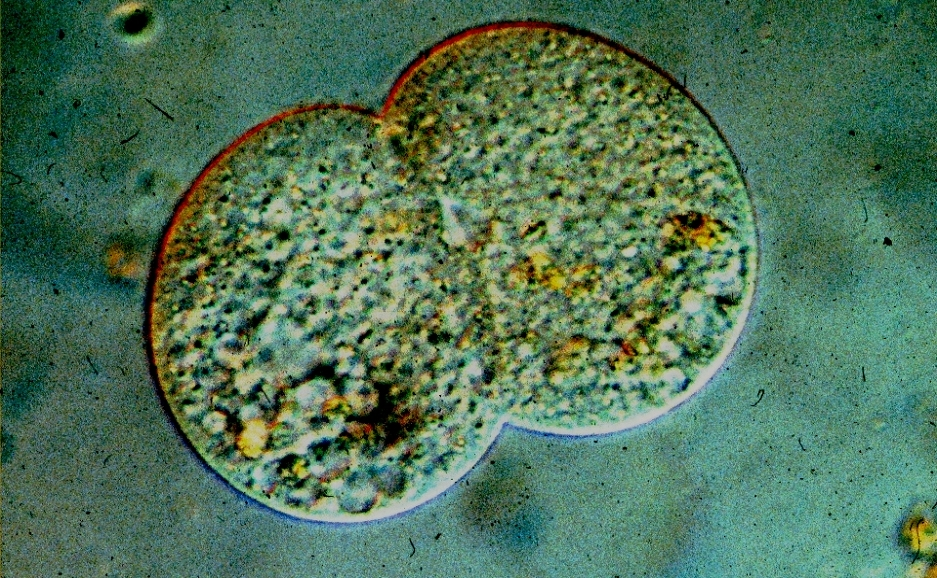
Colpoda in Konjugation

Colpoda-Zellen teilen sich normalerweise in Zysten, aus denen zwei bis acht (meistens vier) Individuen hervorgehen. Auf diese Weise entstehen genetisch identische Individuen (Klone).
Wie schnell diese Fortpflanzung erfolgt und wie sie von verschiedenen Umweltbedingungen beeinflusst wird, ist Gegenstand zahlreicher wissenschaftlicher Untersuchungen.
In seltenen Fällen wurde beobachtet, dass sich Colpoda-Zellen in vier Individuen teilen, ohne eine Zystenwand zu bilden.
Es wurde teilweise vermutet, dass unter optimalen Bedingungen die zystenlose Fortpflanzung die normale Fortpflanzungsart von Colpoda ist, und die Bildung von Zysten eine Reaktion auf ungünstige Umweltbedingungen darstellt.
Die Erkenntnisse aus der langjährigen Kultivierung von Colpoda in Heuaufgüssen haben jedoch inzwischen gezeigt, dass die zystenlose Art der Fortpflanzung auch bei offenbar idealen Umweltbedingungen selten ist.
Wie bei anderen Wimpertierchen kann der Teilung bei Colpoda ein sexuelles Phänomen vorausgehen, das als Konjugation bezeichnet wird.
Dabei verbinden sich zwei Colpoda-Zellen an der Mundfurche und tauschen ihre DNA aus.
Nach der Konjugation teilt sich die Colpoda-Zellen, wobei die DNA der beiden ursprünglichen Zellen neu verteilt wird und zahlreiche genetisch unterschiedliche Nachkommen entstehen.

## Ökologie
Die meisten Colpoda-Arten sind entweder hauptsächlich oder ausschließlich Bakterienfresser (Bakterivore). Sie ernähren sich von einer Vielzahl von Bakterien, darunter auch Moraxella-Spezies. Die Auswirkungen verschiedener bakterieller Ernährungsformen auf die Reproduktionsrate von Colpoda wurde in mehreren wissenschaftliche Studien untersucht.
Auch über die ökologische Rolle, die Colpoda-Spezies im Boden spielen, gibt es zahlreiche Literatur.

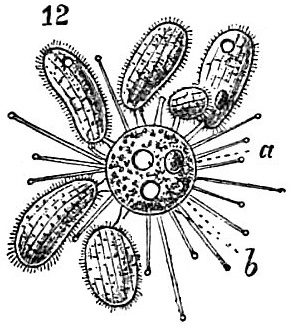
Sphaerophrya magna, Maupas (Sauginfusorien, wiss. Suctoria) hat mit ihren Tentakeln sechs Exemplare von Colpoda parvifrons ergriffen und ist dabei, die Säfte auszusaugen.

Außer zu ihrer Rolle als Räuber von Bakterien sind Colpoda-Spezies umgekehrt selbst Beute für eine große Vielfalt von Arten.
Dazu gehören andere Protozoen, sowie kleine Tiere wie Mückenlarven und andere Insektenlarven sowie Wasserflöhe.

## Verwendung
Aufgrund der leichten Verfügbarkeit und Kultivierbarkeit findet die Gattung Verwendung in einer Vielzahl von wissenschaftlichen Studien und auch in der Bildung.
Darüber hinaus wurde Colpoda gelegentlich auch für andere praktische Zwecke vorgeschlagen.
Colpoda steini könnte etwa ein Mittel zur Bewertung der Toxizität von mit Klärschlamm behandeltem Boden sein und überhaupt ein Mittel zum Nachweis ganz allgemeiner chemischer Kontamination – wie nach einem Terroranschlag – sein, so ein Vorschlag.

## Arten
Die hier angegebene Artenliste (Stand 6. Januar 2022) folgt in erster Linie dem Taxonomy Browser des NCBI (NCBI) gelistete Arten – Kennzeichnung mit hochgestelltem (N).
Die wenigen im World Register of Marine Species (WoRMS) gelisteten Arten  – Kennzeichnung mit hochgestelltem (W) – sind derzeit alle auch bei NCBI zu finden.
Darüber hinaus sind noch einige weitere in der Literatur belegte Arten mit entsprechender Referenz angegeben.
- Colpoda acuta Buitkamp, 1977 – diese in Mitteleuropa vorkommende Art wurde erstmals in einer 1977 veröffentlichten Arbeit beschrieben[28]

- Colpoda aspera Kahl, 1926(N,W) – eine ziemlich kleine Art (12–42 μm), weniger nierenförmig als andere Arten; Antarktis und Subantarktis[29][30][31]

- Colpoda brasiliensis Foissner, 2003 – eine kleine Art (18–33 μm), die sich durch eine mineralische Hülle auszeichnet (ein passiver Schutz vor Räubern); benannt nach dem Land, in dem sie entdeckt wurde (Brasilien)[12]

- Colpoda cucullus O.F. Müller, 1786(N,W) deutsch Heutierchen – eine relativ weit verbreitete Art, dominantes Protozoon auf der Oberfläche von Pflanzen,[32][33][16] Größe 68 × 45 µm.[34]

- Colpoda duodenaria Taylor & Furgason, 1938 – eine kleine bis mittelgroße Art, erstmals von Charles Vincent Taylor und Waldo Furgason beschrieben[35] und im Hinblick auf die Auswirkungen verschiedener Chemikalien auf Prozess der „Widerbelebung“ der Zysten eingehend untersucht[36]

- Colpoda ecaudata (Liebmann, 1936) Foissner, Blatterer, Berger & Kohmann, 1991(N) –  synonym: Cyclidium ecaudatum Liebmann, 1936

- Colpoda elliotti Bradbury & Outka, 1967(N) – eine kleine Art (15–28 μm), die aus Hirschkot kultiviert wurde[9]

- Colpoda henneguyi Fabre-Domergue, 1889(N) – eine weit verbreitete mittelgroße bis große Art (30–80 μm), dadurch ausgezeichnet, dass sie lange Zeit völlig ruhig liegen bleibt und daher leicht lebend zu fotografieren ist[37]

- Colpoda inflata Stokes, 1885(N) – möglicherweise eine der bekanntesten und häufigsten Arten, mit einer sehr „unruhigen“ Ruhephase, in der sie sich auf engem Raum hin und her bewegt, und daher schwer zu fotografieren ist[38][39]

- Colpoda irregularis Kahl, 1931 – Diese Art zeichnet sich durch einen auffälligen postoralen (hinter der Mundöffnung befindlichen) Sack aus; sie wurde aus Moos und Bodenkruste von Felsen in der Nähe von Artemisia-Sträuchern (en. sagebrush) in Südwest-Idaho kultiviert[40]

- Colpoda lucida Greeff, 1883(N)[8]

- Colpoda magna (Gruber, 1880) Lynn, 1978(N)[8] – eine große Art (120–400 μm), deren Erscheinung bei geringerer Helligkeit durch dunkle Strukturen in der Nähe der kontraktilen Vakuole dominiert wird und oft vollständig mit Nahrungsvakuolen gefüllt ist[41]

- Colpoda maupasi Enriquez, 1908(N) – früher als Varietät von C. steini gehalten aber dann als eigene Art anerkannt; produziert üblicherweise reproduktive Zysten mit acht (bei einigen Varianten wie den Bensonhurst-Stamm auch vier) Nachkommen[42]

- Colpoda minima (Alekperov, 1985) Foissner, 1993(N)

- Colpoda parvifrons C. & L.[24] – Größe 57–70 × 30–40 µm, lebt bei Temperaturen um 21 °C[34] und wurde in der Spree bei Berlin gefunden; die kontraktile Vakuole ist posterior gelegen, aber nicht genau endständig wie bei C. cucullus[23]

- Colpoda simulans Kahl, 1931 – eine mittelgroße Art mit der klassischen „angebissenen“ (en. bite taken out of it) Colpoda-Form[43]

- Colpoda spiralis Novotny, Lynn & Evans, 1977(N)[8] – eine sehr ungewöhnliche Art mit einem großen Überhang, der ihr ein fast schneckenhausartiges Aussehen verleiht; erstmals in Arizona gefunden,[8] dann in New Mexico und Nevada, möglicherweise in Nordkalifornien[44]

- Colpoda steini Maupas, 1883(N,W) – mit Schreibvariante C. steinii; eine weit verbreitete kleine bis mittelgroße Art (14–60 μm), in der Regel freilebend, kann aber auch an Landschnecken parasitieren[45]
- Colpoda sp. CBOLN070-08(N)
- Colpoda sp. CO_31d(N)
- Colpoda sp. LH20100323B12(N)
- Colpoda sp. MD-2011(N)
- Colpoda sp. PRA-118(N)
- Colpoda sp. RR(N)
- Colpoda sp. Sr_ci_Cp01(N)

## Photogalerie

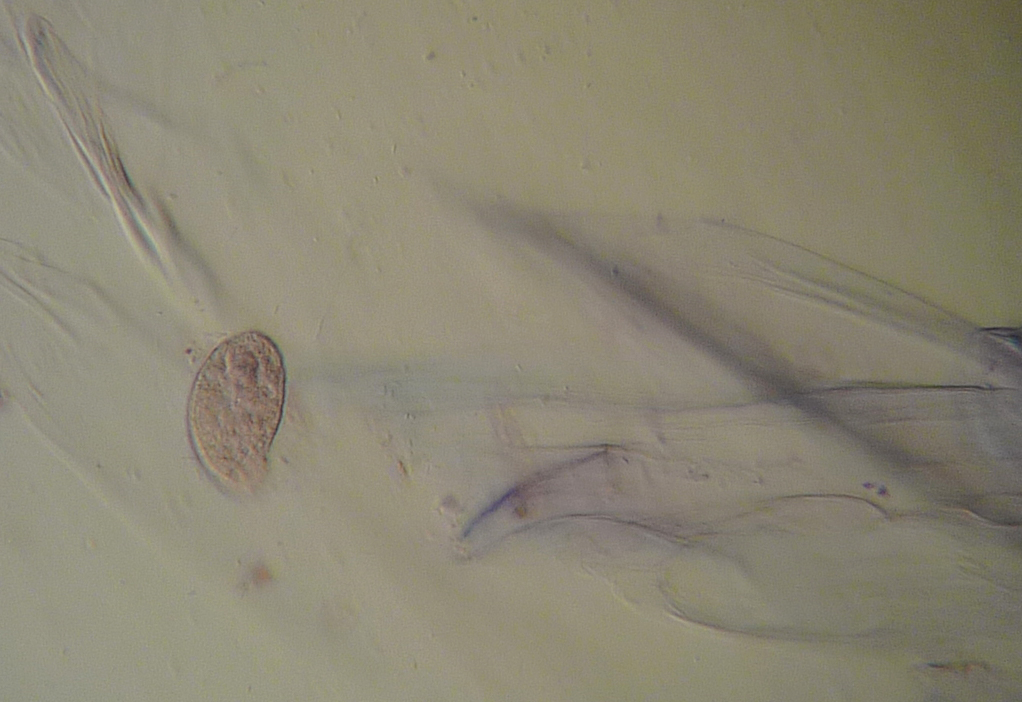
Wimpertierchen (Colpoda sp.) und Zwiebelhaut
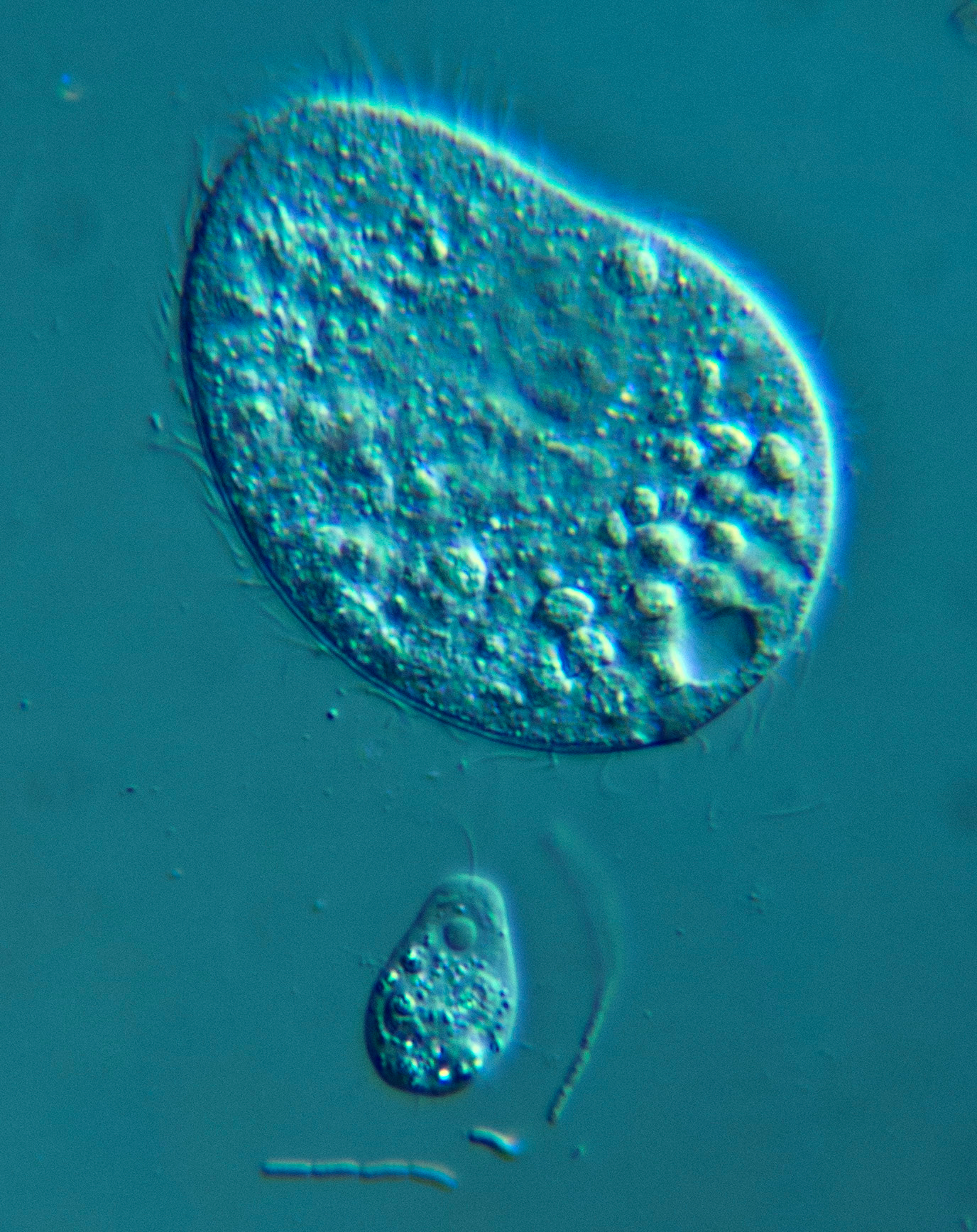
C. cucullus und Monas guttula
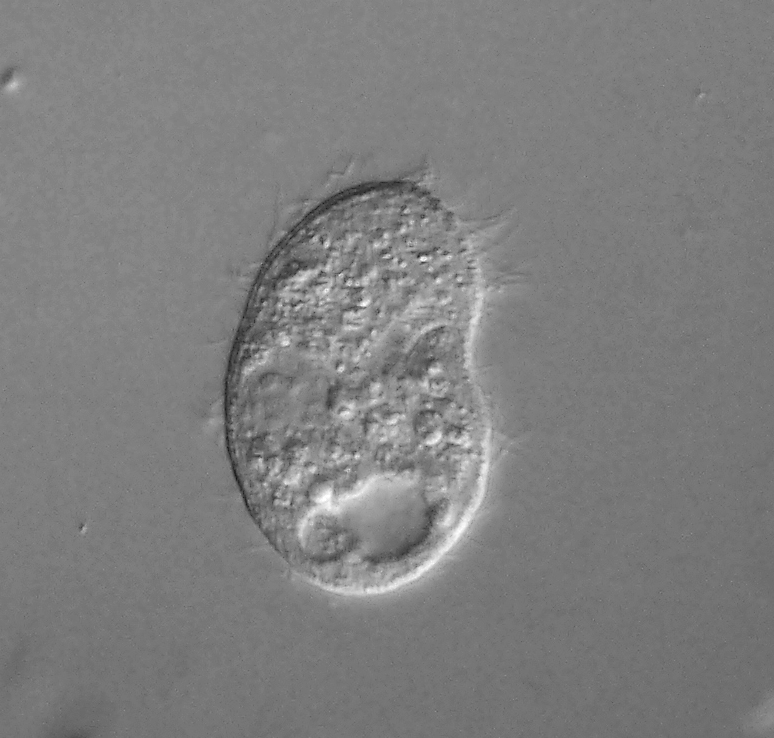
C. cucullus
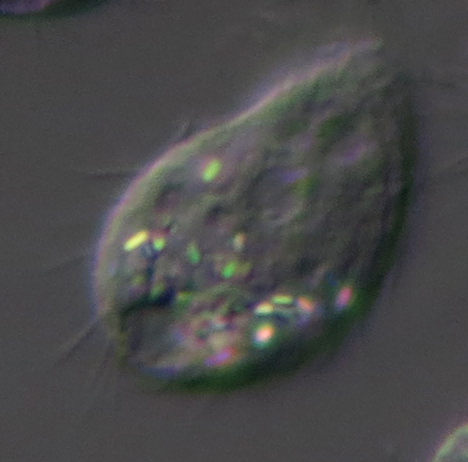
C. steini mit Kristallen
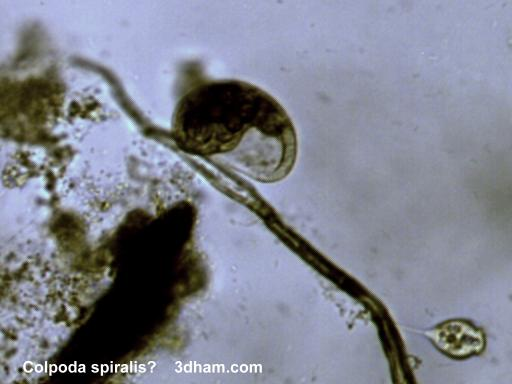
C. cf. spiralis aus Heu
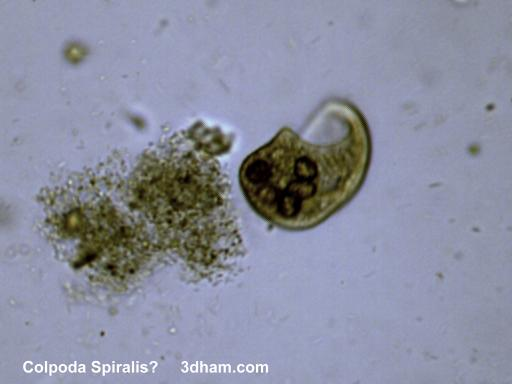
Ebenfalls C. cf. spiralis aus Heu
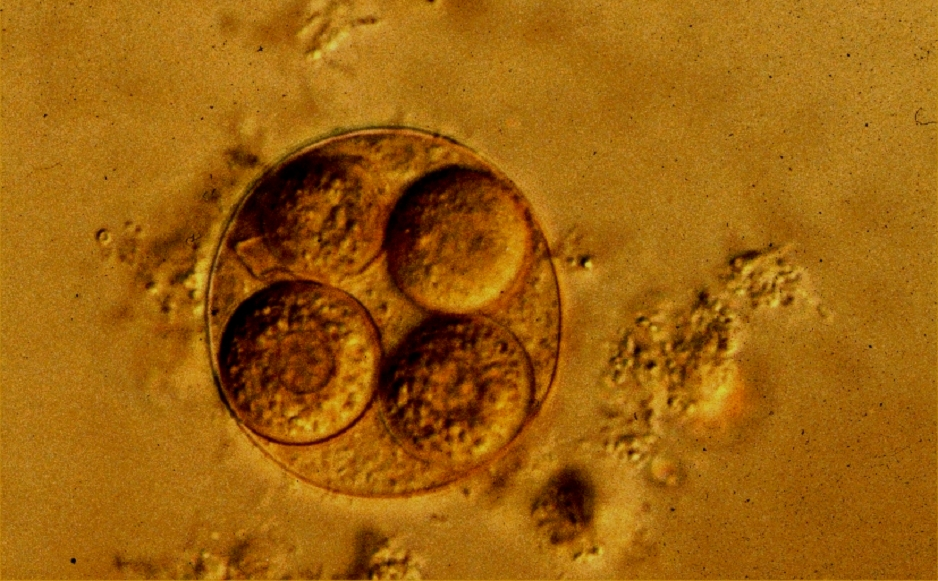
Vierzellige Teilungscyste eines Bodenciliaten der Gattung Colpoda
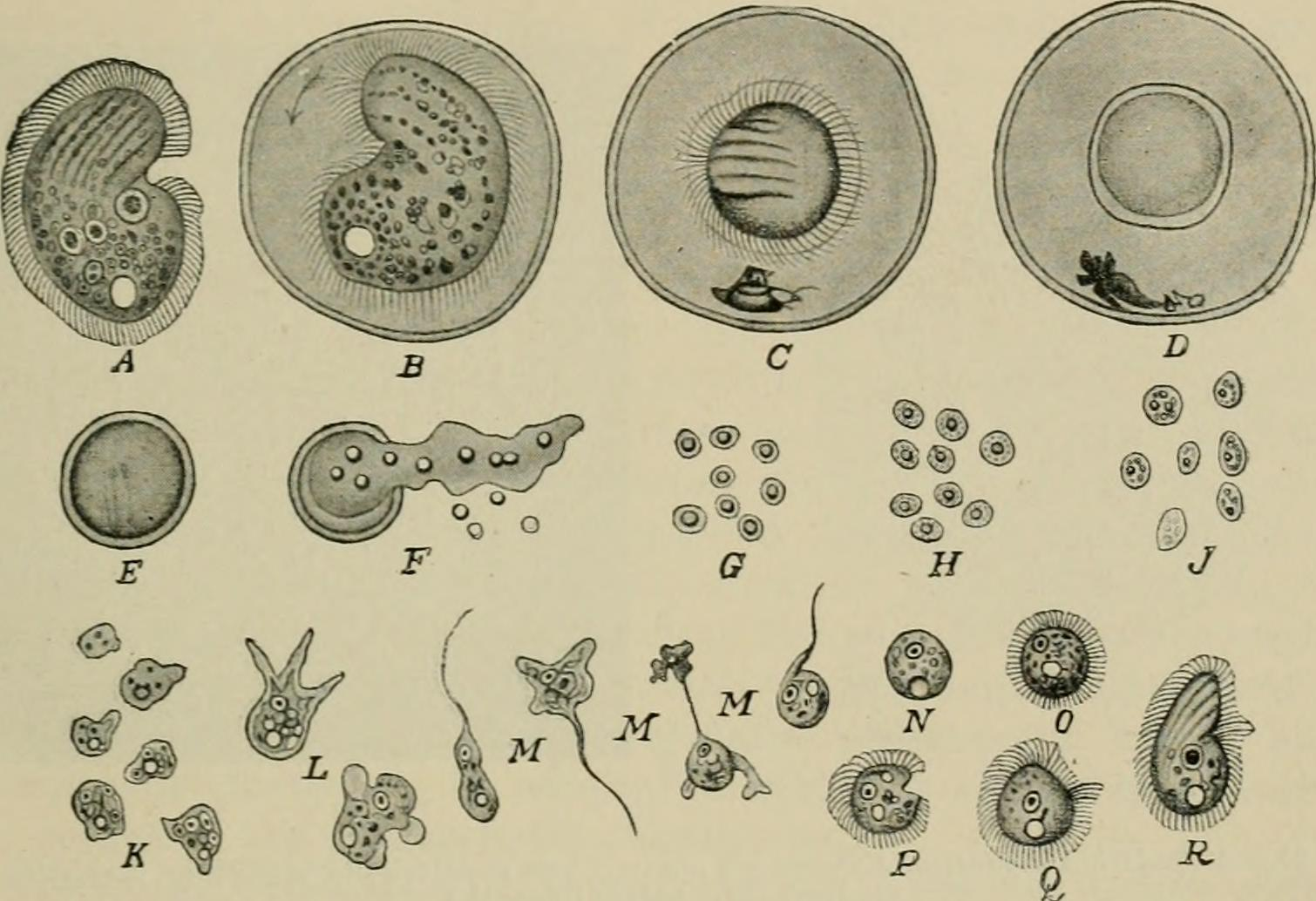
Entwicklungsstadien von C. cucullus

## Videos
Für eine Vollansicht vor dem Abspielen auf die Bilder klicken (wenn bereits auf Play gedrückt, erneutes Laden mit (F5)).
- Mehrere Dutzend verschieden große Colpoda-Zellen (mindestens 3 Arten repräsentierend), zusammen mit anderen Wimpertierchen
- Große Colpoda-Zelle unter vielen kleineren und anderen Wimpertierchen
- Detailvideo von Colpoda im Ruhestadium
- Ein weiteres Colpoda-Individuum im Ruhestadium, die die relative Größe zeigend
- Ungewöhnliche Colpoda, möglicherweise Colpoda spiralis
- Ebenfalls ungewöhnliche Colpoda, evtl. Colpoda spiralis, aus der Zeit, als diese entdeckt wurde.
- Sehr viele Colpoda-Zellen, die anscheinend an Debris (ogan. Abfall) festsitzen
- Eine aktive Colpoda-Zelle scheint eine ruhende zu „belästigen“